# Diana Bayeva
Diana Artemivna Bayeva (en ucraniano: Діана Артемівна Баєва; Makíyivka, 9 de agosto de 2004) es una deportista ucraniana que compite en gimnasia rítmica, en la modalidad de conjuntos.
Ganó una medalla de bronce en el Campeonato Mundial de Gimnasia Rítmica de 2023 y siete medallas en el Campeonato Europeo de Gimnasia Rítmica entre los años 2020 y 2025.
Participó en los Juegos Olímpicos de París 2024, ocupando el séptimo lugar en la prueba de conjuntos.

## Palmarés internacional
| Campeonato Mundial | Campeonato Mundial | Campeonato Mundial | Campeonato Mundial         |
| Año                | Lugar              | Medalla            | Prueba                     |
| ------------------ | ------------------ | ------------------ | -------------------------- |
| 2023               | Valencia (España)  | Medalla de bronce  | 3 con cinta + 2 con pelota |
| Campeonato Europeo |                    |                    |                            |
| Año                | Lugar              | Medalla            | Prueba                     |
| 2020               | Kiev (Ucrania)     | Medalla de oro     | 5 con pelota               |
| 2020               | Kiev (Ucrania)     | Medalla de plata   | 3 con aro + 2 con mazas    |
| 2020               | Kiev (Ucrania)     | Medalla de bronce  | Concurso completo          |
| 2023               | Bakú (Azerbaiyán)  | Medalla de plata   | Equipo                     |
| 2024               | Budapest (Hungría) | Medalla de bronce  | 3 con cinta + 2 con pelota |
| 2025               | Tallin (Estonia)   | Medalla de plata   | 3 con pelota + 2 con aro   |
| 2025               | Tallin (Estonia)   | Medalla de plata   | Equipo                     |